# Sbor dobrovolných hasičů Olbramice
Hasičský sbor v Olbramicích byl založen 23. července 1901. Jeho starostou byl Ferdinand Belan a velitelem Josef Czepka. Jako první a jediný spolek v obci se těšil značné přízni a měl vždy vysoký počet členů. Tato tradice přetrvala i po druhé světové válce, během které sbor zanikl (v roce 1940). Znovuustanovení sboru bylo schváleno v Ostravě dne 16. června 1946 a od tohoto data se počítá novodobá historie SDH Olbramice.

## Historie sboru
V obci Olbramice působil v minulosti hasičský sbor s německým velením (Freiwillige Feuerwehr), jehož založení bylo schváleno zemskou vládou slezskou v Opavě dne 23. července 1901 pod č. 14.367. Sbor byl ustaven 15. srpna téhož roku a zanikl v roce 1940. Spolkový spis, pokud je dochován,[ujasnit] se nachází ve Státním oblastním archivu v Brně. Do této doby nebyla organizovaná pomoc a v tomto případě, každý hájil a chránil svůj majetek dle svých sil.
Po roce 1902 nastal obrat, dobrovolní členové sboru se starali, aby získali alespoň nejzákladnější výzbroj pro svou práci. První hasičská zbrojnice byla postavena obytném domě č. 62 a mimo zbrojnice zde byl i malý byt a 1 světnice, tzv. obecní trestnice, kde byl ubytován každý, kdo se provinil proti zákonu, nežli byl převzat policejní nebo četnickou hlídkou. Starostou sboru byl učitel Ferdinand Belan a velitelem byl Josef Czepka z č. 56. Základní výzbrojí byly cvičné obleky a ruční stříkačka na koňský potah. Mimoto dvě ruční stříkačky, tzv. žberlovky, kterých se používalo jako první záchrany v místech, kde nebylo možné zasáhnout s hadicí. V tuto dobu byl hasičský sbor první a jediný spolek v obci, proto všichni muži po odbytí vojenské služby i nevojáci se hlásili do sboru.
Ve Státním oblastním archivu v Opavě je uložen pouze spolkový spis českého hasičského sboru v Olbramicích, jehož ustanovení bylo povoleno Zemským národním výborem – expoziturou v Moravské Ostravě dne 16. června 1946 pod č. II/11–2642/1. V pozdějších letech ti, kteří nebyli schopni zúčastnit se cvičení, byli vedení jako členové a v tom setrvali obyčejně až do smrti. Sbor každoročně pořádal zábavy a slavnosti, které byly vždy četně navštěvovány a čistý zisk byl používán na zakoupení další výzbroje. Obzvláště všech církevních slavností se vždy zúčastnily celé sbory a takto získaly u klerikálně založených občanů určitý stupeň úcty. Po první světové válce převzal vedení Ferdinand Stieber. Byl vyslán na různé kurzy a školení.